# Elezioni legislative in Svezia del 2022
Le elezioni legislative in Svezia del 2022 si sono tenute l’11 settembre per il rinnovo del Riksdag, il Parlamento svedese.
Sebbene il Partito Socialdemocratico della prima ministra uscente Magdalena Andersson sia risultato primo in termini di voti e numero di seggi, la tornata elettorale ha in realtà visto la vittoria delle forze politiche di destra che, unite in coalizione, hanno ottenuto una maggioranza assoluta di 176 seggi contro i 173 della coalizione uscente. Il risultato delle elezioni era infatti rimasto incerto per diversi giorni, fino al conteggio dei voti per corrispondenza, che hanno dato la maggioranza ai partiti conservatori.
I parlamentari della cinquantatreesima legislatura si sono insediati il 26 settembre 2022.

## Contesto

### Quadro politico
Il Partito Socialdemocratico (simboleggiato da una S; Socialdemokraterna in svedese) era, prima delle elezioni, il partito più grande in parlamento, possedendo 100 dei 349 seggi totali. Esso è anche il partito del Primo ministro uscente, Magdalena Andersson, grazie a cui aveva formato un Governo monocolore di minoranza (Governo Andersson).
Il Partito Moderato (M; Moderaterna) era il secondo partito più grande nel Riksdag con 70 seggi e, prima delle elezioni, all’opposizione. Esso fa parte della coalizione informale “Moderati-Democratici Cristiani-Liberali” (M-KD-L) ed è stato al potere dal 2006 al 2014 con il suo Primo ministro Fredrik Reinfeldt. Oggi il partito è guidato da Ulf Kristersson.
I Democratici Svedesi (SD; Sverigedemokraterna) erano il terzo partito nel Riksdag, con un gruppo parlamentare di 62 seggi e, prima delle elezioni, all’opposizione. Nelle elezioni del 2018 il partito è cresciuto di 13 seggi rispetto alle elezioni del 2014 e il suo leader è Jimmie Åkesson. Il successo dei Democratici Svedesi non ha stupito gli analisti politici, dato che i sondaggi estivi segnalavano la loro crescita.
Il Partito di Centro (C; Centerpartiet) si piazzava al quarto posto per numero di eletti al Parlamento, raggiungendo 31 seggi. Ha fatto parte del Governo Reinfeldt dal 2006 al 2014 ed è oggi guidato da Annie Lööf. Il Partito, prima delle elezioni, si trovava in una particolare condizione politica definita di “Appoggio esterno passivo” nei confronti del Governo Andersson che permetteva a quest’ultimo di non cadere, sebbene non avesse i numeri per governare da solo come faceva prima delle votazioni: ciò era possibile grazie all’astensione dei centristi che, insieme ad altri partiti minori, fecero sì che, anziché esserci una maggioranza a favore del governo, ci fosse un’esplicita non-maggioranza a sfavore di quest’ultimo. Tale meccanismo è definito Parlamentarismo negativo ed è una peculiarità unica del sistema politico svedese.
Il Partito della Sinistra (V; Vänsterpartiet) era il quinto partito più grande in parlamento, con 27 seggi. Il suo leader attuale è Nooshi Dadgostar. Anche quest’ultimo, come il Partito di Centro, appoggiava dall’esterno (e passivamente) il governo.
I Democratici Cristiani (KD; Kristdemokraterna) guidati da Ebba Busch Thor, si piazzavano al sesto posto per numero di seggi in Parlamento, con 22. Il partito era all’opposizione, ma fa parte della coalizione informale “M-KD-L”.
I Liberali (L; Liberalerna) erano invece al settimo posto per numero di seggi al Riksdag, avendone 19. Anche i Liberali, come il Partito di Centro, fecero parte del Governo Reinfeldt fino al 2014. Il partito è guidato da Johan Pehrson e fa parte della coalizione informale “M-KD-L”.
Il Partito Ambientalista i Verdi (MP; Miljöpartiet) era l’ottavo partito più grande nel Parlamento, con 16 posti. Facenti parte della coalizione di governo fino al novembre 2021, in seguito ad una crisi di governo nella formazione del Governo Andersson, che ha visto la premier essere nominata e dimettersi nell’arco di sette ore (per poi essere nuovamente nominata 5 giorni dopo) a causa del passaggio della legge di bilancio dell’opposizione, è passato all’appoggio esterno, tuttavia in questo caso attivo, poiché il partito sosteneva i Socialdemocratici nell’azione di governo votando a favore. I due leader del partito sono Märta Stenevi e Per Bolund.
| Nome | Nome | Nome                      | Ideologie                                 | Leader                   |
| ---- | ---- | ------------------------- | ----------------------------------------- | ------------------------ |
|      | S    | Partito Socialdemocratico | Socialdemocrazia Terza via                | Magdalena Andersson      |
|      | M    | Partito Moderato          | Conservatorismo liberale                  | Ulf Kristersson          |
|      | SD   | Democratici Svedesi       | Conservatorismo nazionale Euroscetticismo | Jimmie Åkesson           |
|      | MP   | Partito Ambientalista     | Ecologismo Ambientalismo                  | Märta Stenevi Per Bolund |
|      | C    | Partito di Centro         | Liberalismo Ruralismo                     | Annie Lööf               |
|      | V    | Partito della Sinistra    | Ecosocialismo Femminismo                  | Nooshi Dadgostar         |
|      | L    | Liberali                  | Liberalismo Europeismo                    | Johan Pehrson            |
|      | KD   | Cristiani Democratici     | Cristianesimo democratico Liberismo       | Ebba Busch               |

## Risultati
Il risultato delle elezioni è rimasto incerto per diversi giorni fino al conteggio dei voti per corrispondenza, che hanno dato la maggioranza ai partiti conservatori. Il governo Kristersson è salito al potere il 18 ottobre 2022.
| Partito Socialdemocratico dei Lavoratori di Svezia | 1 964 474 | 30,33 | 107 |  |  |  |
| Democratici Svedesi                                | 1 330 325 | 20,54 | 73  |  |  |  |
| Partito Moderato                                   | 1 237 428 | 19,10 | 68  |  |  |  |
| Partito della Sinistra                             | 437 050   | 6,75  | 24  |  |  |  |
| Partito di Centro                                  | 434 945   | 6,71  | 24  |  |  |  |
| Democratici Cristiani                              | 345 712   | 5,34  | 19  |  |  |  |
| Partito Ambientalista i Verdi                      | 329 242   | 5,08  | 18  |  |  |  |
| Liberali                                           | 298 542   | 4,61  | 16  |  |  |  |
| Altri (<4,6% dei voti)                             | 100 076   | 1,54  | –   |  |  |  |
| Totale                                             | 6 477 794 | 100   | 349 |  |  |  |
|                                                    |           |       |     |  |  |  |
| Schede bianche                                     | 62 833    | 0,96  |     |  |  |  |
| Schede nulle                                       | 5 567     | 0,09  |     |  |  |  |
| Votanti                                            | 6 547 625 | 84,21 |     |  |  |  |
| Elettori                                           | 7 775 390 |       |     |  |  |  |

| Riepilogo dei seggi (+/- elezioni 2018) | Riepilogo dei seggi (+/- elezioni 2018) | Riepilogo dei seggi (+/- elezioni 2018) | Riepilogo dei seggi (+/- elezioni 2018) | Riepilogo dei seggi (+/- elezioni 2018) | Riepilogo dei seggi (+/- elezioni 2018) | Riepilogo dei seggi (+/- elezioni 2018) |
| --------------------------------------- | --------------------------------------- | --------------------------------------- | --------------------------------------- | --------------------------------------- | --------------------------------------- | --------------------------------------- |
|                                         |                                         |                                         |                                         |                                         |                                         |                                         |
| V                                       | 24                                      | ▼ 4                                     |                                         | MP                                      | 18                                      | ▲ 2                                     |
| S                                       | 107                                     | ▲ 7                                     |                                         | C                                       | 24                                      | ▼ 7                                     |
| L                                       | 16                                      | ▼ 4                                     |                                         | KD                                      | 19                                      | ▼ 3                                     |
| M                                       | 68                                      | ▼ 2                                     |                                         | SD                                      | 73                                      | ▲ 11                                    |